# Juliet Asante
Juliet Yaa Asantewa Asante es una actriz, productora, directora de cine y filántropa ghanesa.

## Carrera
En 1999, Asante fundó la compañía de producción cinematográfica Eagle House Productions. En 2014 lanzó una iniciativa para realizar cortometrajes con el teléfono móvil llamada "Mobile Flicks". También es la fundadora y directora ejecutiva del Festival Internacional de Cine Black Star.
Su más reciente película, Silver Rain, fue nominada en las categorías "Mejor Película de África Occidental" y "Mejor Vestuario" en los premios Africa Magic Viewer's Choice Awards (AMVCA) en 2015. Ese mismo, Asante fundó "Save Our Women International", una entidad sin ánimo de lucro centrada en la educación sexual femenina.

## Filmografía destacada

### Como directora y guionista
- 2015 - Silver Rain

### Como actriz
- 1996 - Screen Two